# Кучук-Ламбат (имение)
Кучук-Ламбат — бывшее имение на Южном берегу Крыма, на территории посёлков Партенит и Утёс городского округа Алушта (согласно административно-территориальному делению Украины — Маломаякского сельского совета и Партенитского поселкового совета Алуштинского горсовета) Крыма. В настоящее время территория курортного отеля «Ателика Карасан» (ранее санаторий «Карасан)» и санатория «Утёс»

## Шарль-Жозеф де Линь
Земли у селения Кучук-Ламбат, в период Крымского ханства относившиеся к Кефинскому эялету империи — личному владению турецкого султана, после присоединения Крыма к России перешли в российскую казну. Екатерина II, во время своего путешествия в Крым, подарила имение «Парфеницы» (земли Партенита, Кучук-Ламбата и Никиты) австрийскому принцу Шарлю-Жозефу де Линю. В отличие от многих других, облагодетельствованных Екатериной владельцев имений в Крыму, никогда в них не бывавших, де Линь, вместе с Нассау-Зигеном, новым хозяином Массандры, тогда же, в 1787 году, съездили верхом, через Шайтан-Мердвень (по другим данным — через перевал у Чатырдага), осмотреть новые поместья. Больше он здесь не бывал, а в 1790-х годах, будучи в стеснённом материальном положении, по «совету» Екатерины, продал поместье в казну, по другой информации — таврическому генерал-губернатору графу П. А. Зубову.

## Имение Бороздина

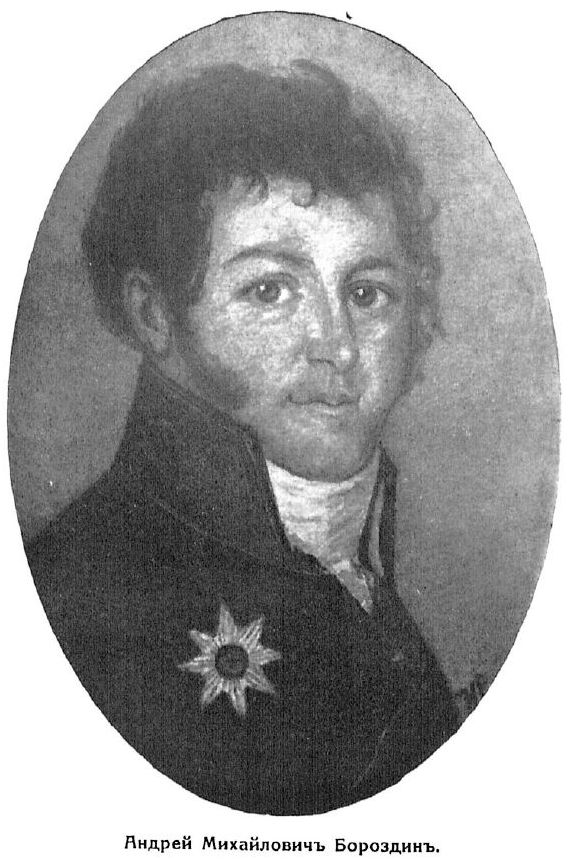
Андрей Михайлович Бороздин, губернатор Таврической губернии 1807 - 1816, сенатор

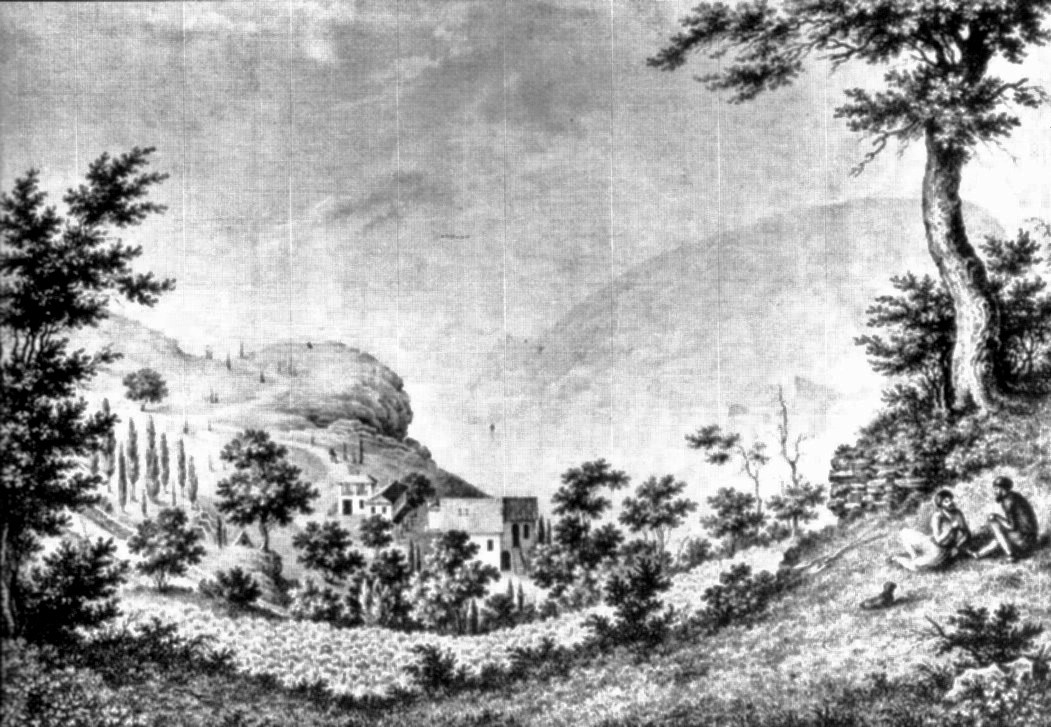
Гросс Ф. И. Кучук-ламбат. 1830. На литографии видны ныне не сохранившиеся дома имения Бороздина.

В 1813 году новым владельцем Кучук-Ламбата и Биюк-Ламбата стал генерал-лейтенант, сенатор, Таврический гражданский губернатор Андрей Михайлович Бороздин. Имение включало 640 десятин земли и 80 десятин Алуштинской лесной дачи, сам владелец отмечен, как один из первых крупных застройщиков Южного берега Крыма. Считается, что главный дом, на пологом склоне мыса Плака, был построен около 1814 года. Капитан-лейтенант, позднее генерал, В. Б. Броневский, гостивший у Бороздина в 1815 году, охарактеризовал его кратко: «Наружность дома проста, внутреннее расположение удобно и покойно. Я много видел подобных домов в Италии… у фасада, обращенного к морю, пристроена круглая стеклянная галерея, покрытая куполом…». Предполагается участие в строительстве Первого архитектора Южного берега Крыма Филиппа Эльсона. Но гораздо большее значение имела и, соответственно, привлекала внимание посещавших Бороздина, внутренняя атмосфера дома: высокообразованный хозяин превратил имение в средоточие интеллектуальной жизни всей Тавриды и светской — Южного берега. Лицейский товарищ А. С. Пушкина Константин Данзас утверждал, что Александр Сергеевич был знаком с семьёй Бороздина и посещал его Кучук-Ламбатский дом во время пребывания у Раевских в Гурзуфе в августе — сентябре 1820 года, 28 июня 1825 года Кучук-Ламбат посетил А. С. Грибоедов. В том же году в имении гостили поэты Андрей Муравьев и Адам Мицкевич, в сентябре 1837 года в усадьбе побывал В. А. Жуковский.

С 1828 года, выйдя в отставку в Сенате Бороздин поселился в имении на постоянной основе. Гостивший у него в 1834 году Э. С. Андреевский, писал:
Служа таврическим губернатором, Бороздин занимался меньше своим губернаторством, чем своими дачами, потому его попросили выйти в отставку, чтобы не отвлекать его от любимых его занятий. Он устроил сначала Саблинское имение, он вскоре бросил его и занимался исключительно Кучук-Ламбатом. Он насадил здесь пропасть прекрасных растений, но уже не имел средств, чтобы воздвигнуть барские чертоги. Он исправил кое-как татарские дома и избы рабочих. Бороздин жил в доме ниже домика, занимаемого женой, где все было устроено как по струне. 
Исследователь творчества художник Ф. И. Гросса сотрудник Центрального музея Тавриды М. Р. Мальгина предполагает, что технику литографии художник освоил ещё в Крыму в имении А. М. Бороздина «Кучук-Лампад», где он неоднократно бывал в 1830-х и где имелась литографическая мастерская. В Одессе творчество Гросса было замечено и нашло признание, получило похвальные рецензии в одесских газетах: «четыре лета сряду провел на крымском Южнобережье перенося на бумагу все, что поражало его взоры, и собрав… богатую коллекцию живописнейших видов Крыма».
Одновременно с домом строились хозяйственные постройки — людская, каретный сарай, табачные склады, конюшня, винодельня, винные подвалы и фермы. Для постройки Бороздин завёз крепостных из Курской губернии. Существует версия, что первый дом Бороздин вскоре продал, а в 1838 году построил второй, в стиле ампир. Во время крымского землетрясения 1927 года второй дом Бороздина разрушился.

В 1814 году под руководством опытного садовода немца Э. Ю. Либо заложили парк, один из самых старых на побережье, в котором, в итоге, было собрано более 200 видов, разновидностей и форм растений из Средиземноморья, Японии, Северной и Южной Америки. Сеть дорожек вела к мысу Плака и к морю с небольшой пристанью. В создании парка также участвовали мастера садово-паркового дела — француз Э. Л. Лоран, а особо отмечают вклад садовода-декоратора С. К. Савина. Павел Петрович Свиньин, побывавший в Кучук-Ламбате, отмечал
В саду редчайшие деревья не только со всего Крыма, но и из знойных тропиков. Америка и Африка, тенистые лимонные, апельсиновые рощи, лавры, пионовое дерево, магнолии, большецветная вербена, высоко бьющие водометы, распространяющие негу прохлады, вместе с морем ароматов, несущихся с клумб, пестрых, как ковры персидские, разбросанных искусною рукою, вьющиеся гладкими дорожками. С одной стороны кипарисы, возвышаясь колоннами, ограждают живою стеною пределы сада, а с другой — стройные ряды виноградников открывают величественный Аю-Даг. …в щегольски убранном доме — богатая библиотека и лучшие европейские журналы… Кучук-Ламбат есть будуар всего Крыма
Восторжено отзывался о парке Грибоедов, перечисляя «размарины, lauriers-roses (олеандры), маслины, смоковницы, лилеи… родник в саду; беседку к морю…». В начале XX века парк занимал 5 десятин площади. 8 декабря 1838 года Андрей Михайлович Бороздин умер в возрасте 73 лет после тяжелой и долгой болезни, оставив по имению гигантские долги. Имение унаследовала дочь Бороздина Мария Андреевна, во втором замужестве Гагарина, предоставив супругу, все права по распоряжению имуществом супругу, ротмистру лейб-гвардии Гродненского гусарского полка, позднее генерал-лейтенанту, А. И. Гагарину. С целью покрыть хоть часть долгов, Гагарин продавал всё, что было возможно. Одним из этого был старый барский дом у моря (Итальянский), и в апреле 1839 года его, вместе со старой усадьбой, включавшей 37 десяти и 396 квадратных сажени земли, в том числе фруктовый сад и виноградник, купил надворный советник Александр Николаевич Андреев. Сами Гагарин остались жить во втором доме Бороздина, вместо которого в 1907 году был построен современный дворец.

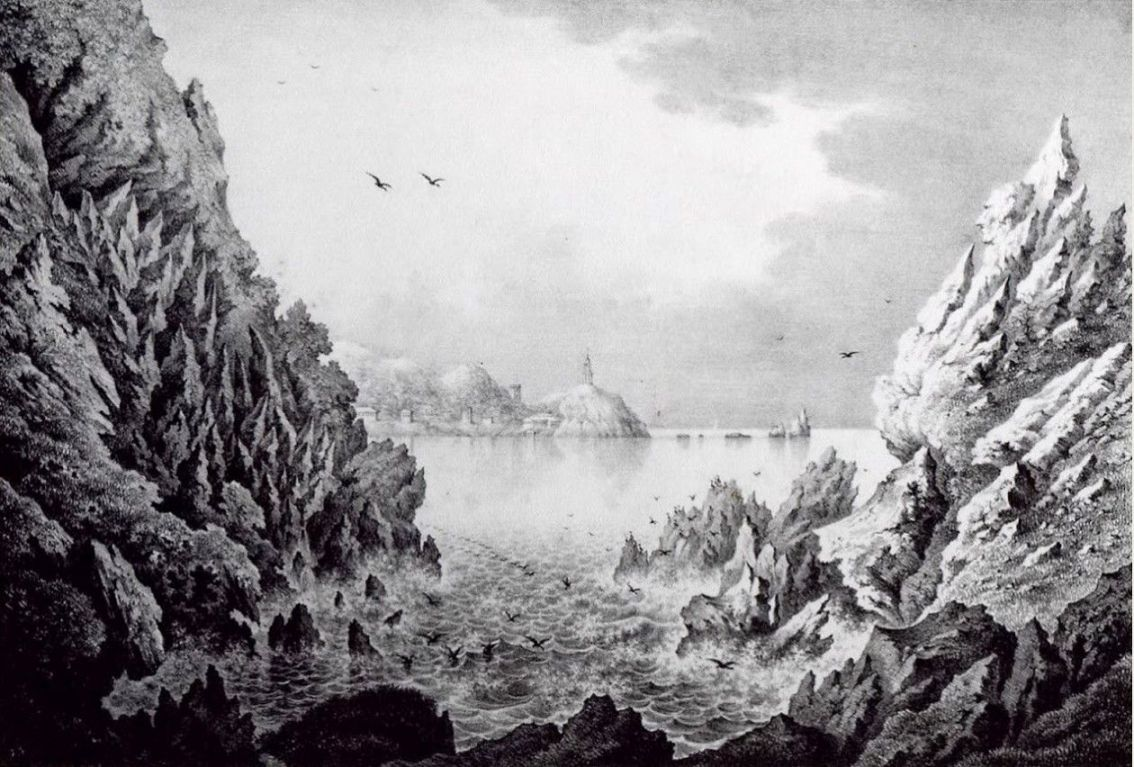
Гросс Ф. И. Кучук-Ламбат. Вид на мыс Плака с Аю-Дага. Литография.
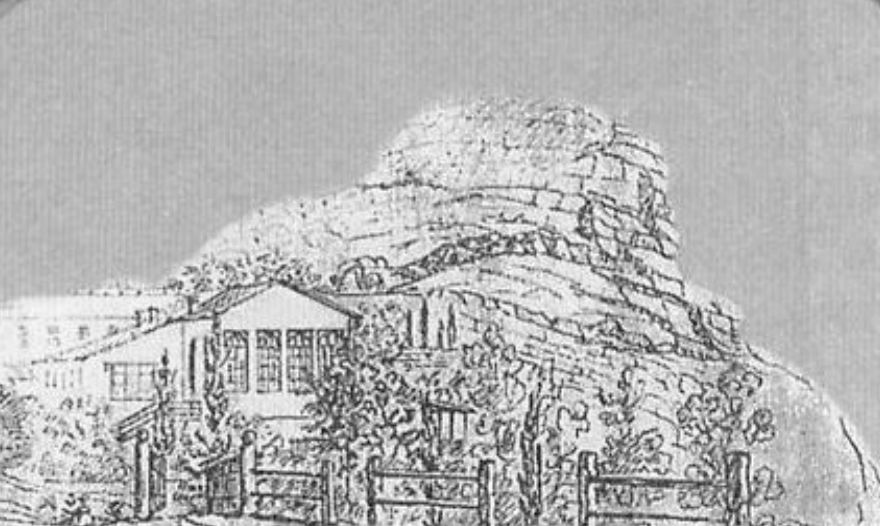
Второй дом А.М. Бороздина в Кучук-Ламбате. Ф. Я. Эванс, 1848 г.
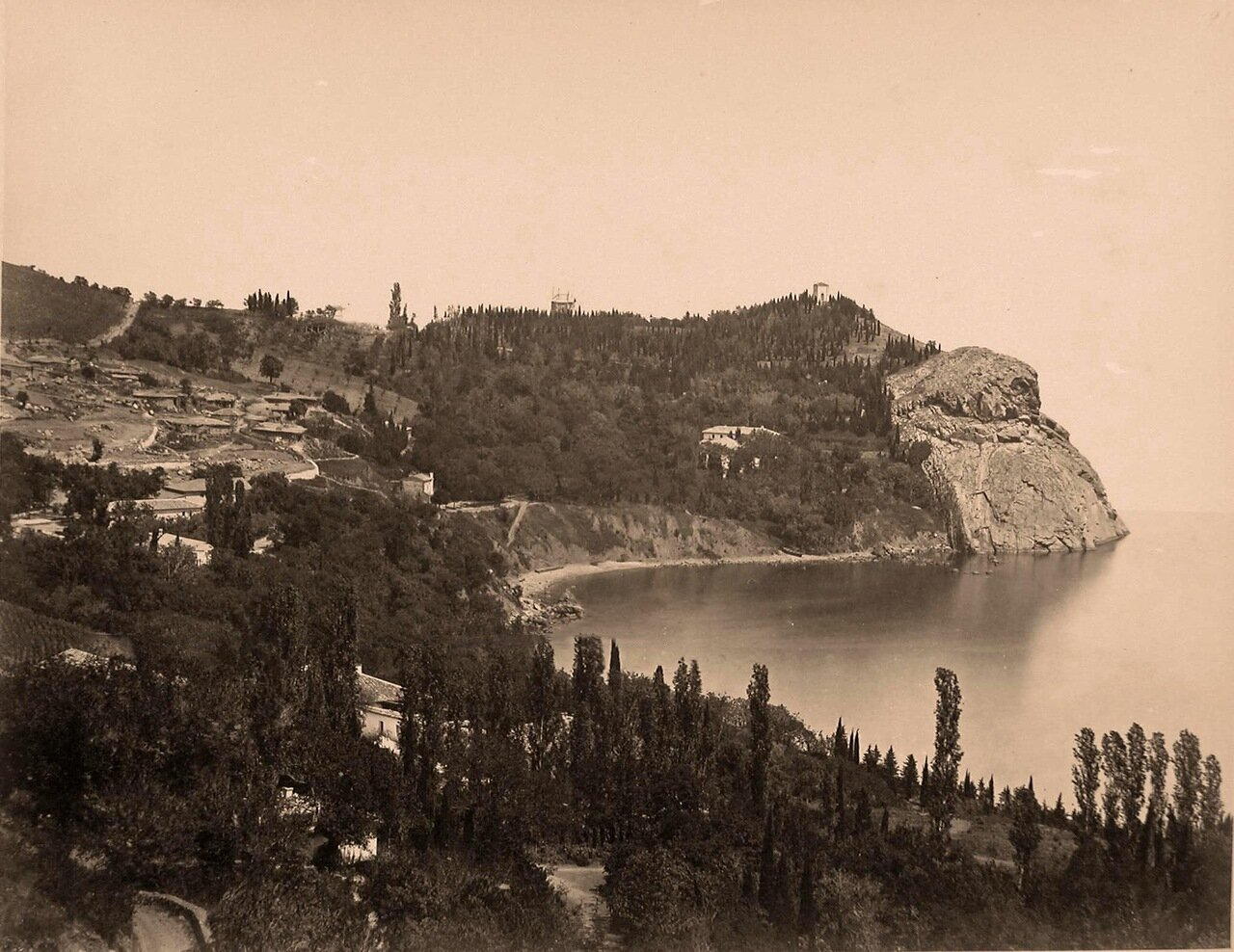
Имение в 1881 году
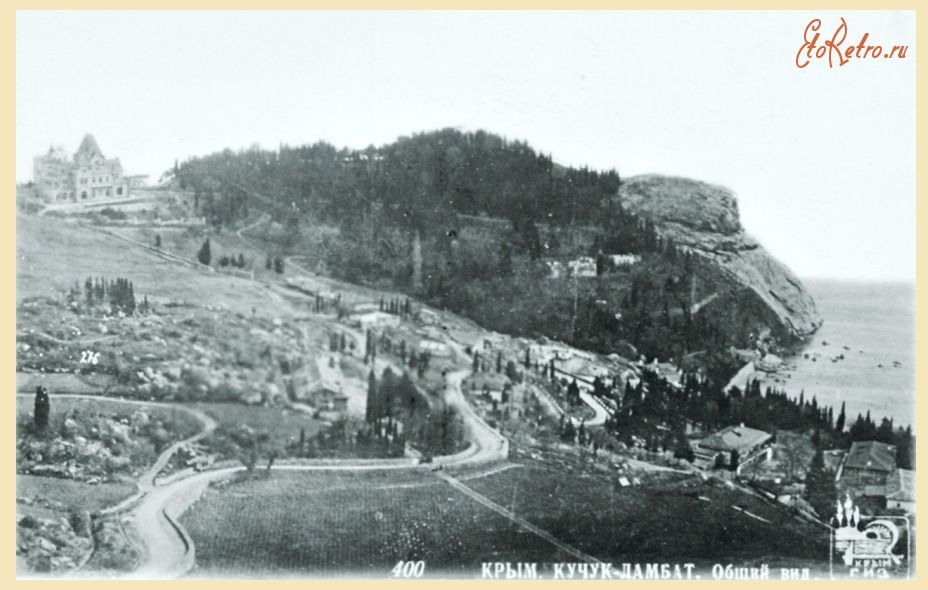
Имение в 1910 году
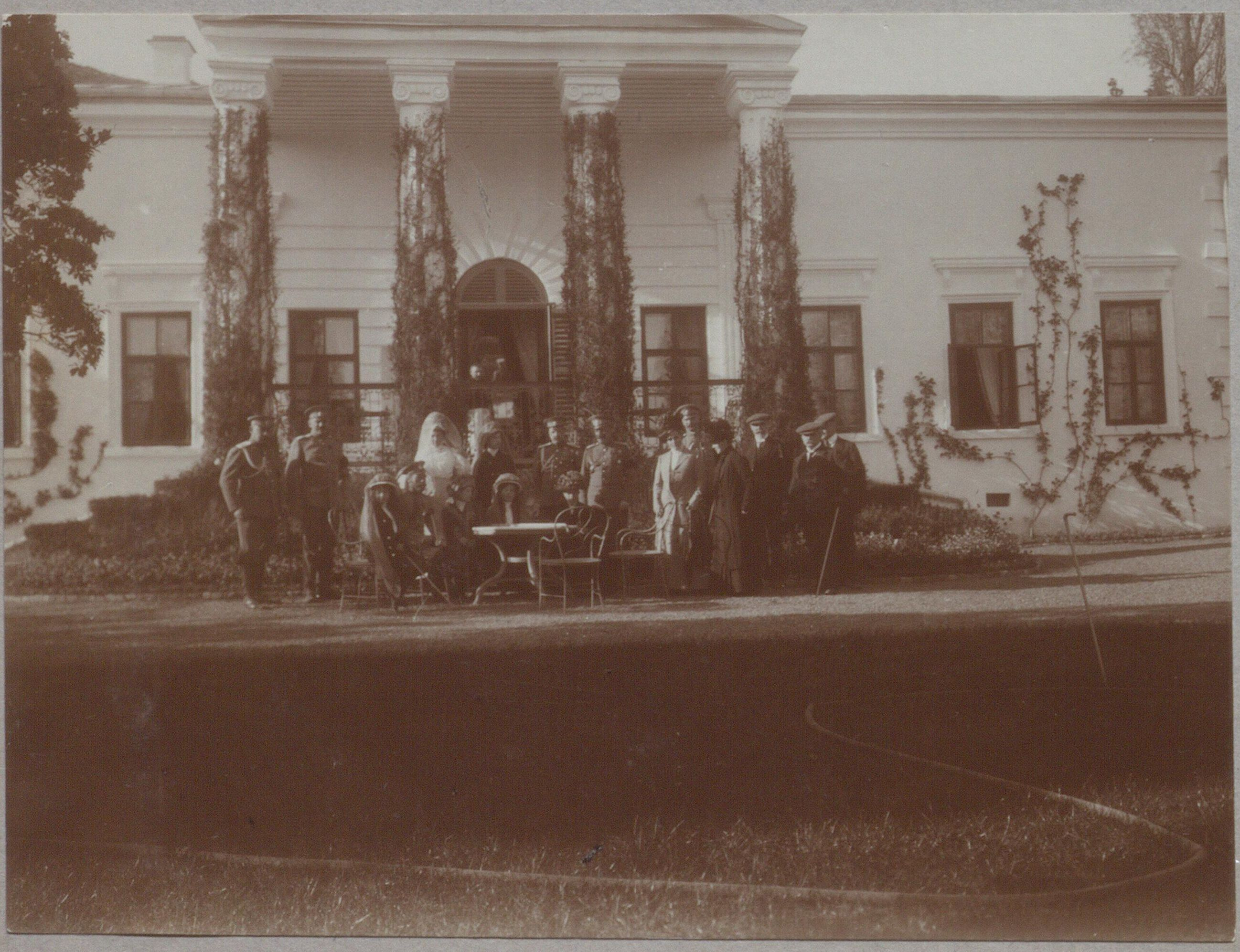
Особняк принца Мюрат, 1912 г.
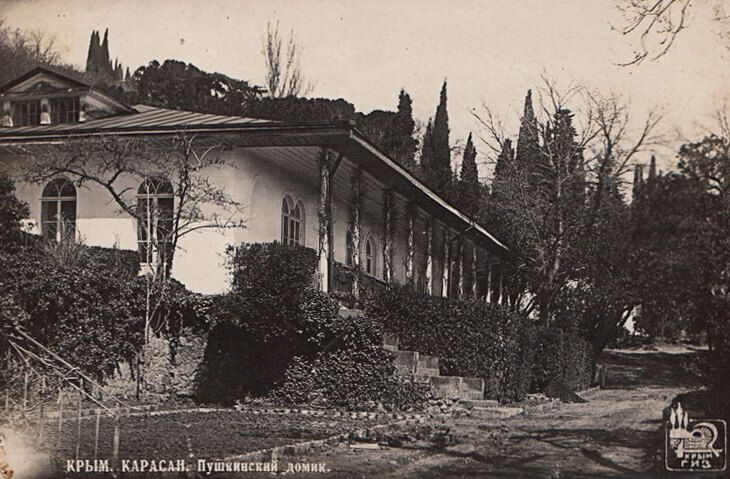
Пушкинский домик, 1925 г.
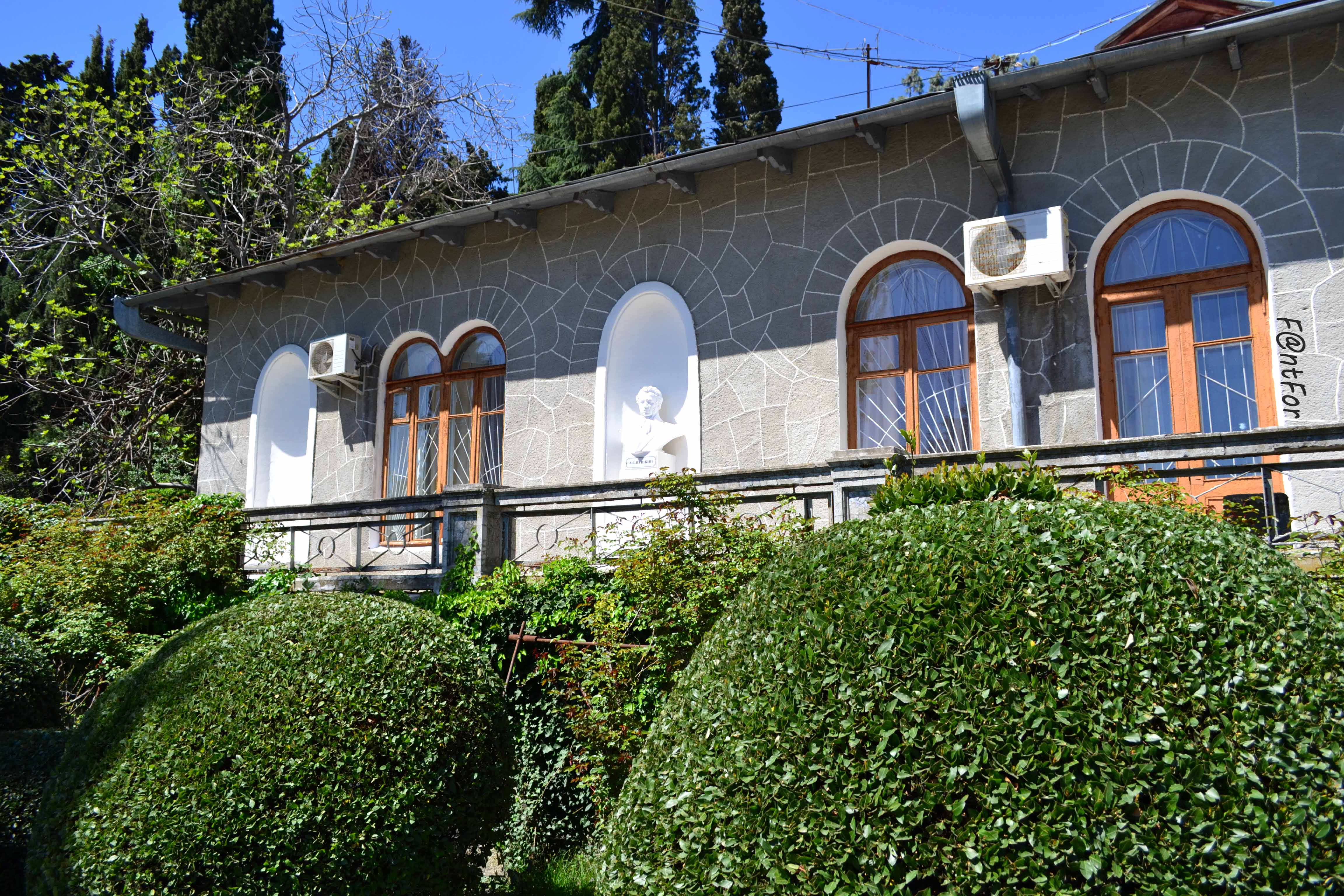
Пушкинский домик, современный вид.

## Имение принцессы Мюрат
Андреев оказался неуживчивым соседом: вёл мелочные тяжбы с князем Гагариным, огородил свои владения каменной стеной, разорялся и в конце-концов продал имение крупному землевладельцу, предводителю дворянства Славяно-Сербского уезда Екатеринославской губернии, Михаилу Александровичу Сомову, после смерти которого (примерно в 1862 году) Кучук-Ламбат отошёл его дочери Евдокии (17 февраля 1850 года — 6 мая 1924 года), в замужестве принцессе Мюрат, супруга Луи-Наполеона Мюрата, по первому мужу княгиня Орбелиани. За этой частью сохранилось название Кучук-Ламбат. Г. Г. Москвич, в путеводителе 1904 года, описывал Кучук-Ламбат, как «имение принцессы Мюрат», отмечая «прекрасный виноградник площадью 22 десятины»
Имение принцессы Мюрат… граничит с Карасаном с одной стороны и татарской деревенькой Кучук-Ламбат — с другой. В имении довольно обширный парк в 5 дес, посреди которого стоит старинной архитектуры белый барский дом, весь обвитый вьющимися розами и плющом
.
В том же, 1904 году, принц Мюрат проиграл имение и Кучук-Ламбат перешёл в Удельное ведомство. А. Я. Безчинский в путеводителе 1908 года упоминает уже «имение Удельного ведомства Кучук-Ламбат».

## После революции
16 декабря 1920 года приказом председателя Революционного комитета Крыма были изъяты «из частного владения как разных ведомств, так и частных лиц все имения Южного берега Крыма в районе от Судака до Севастополя включительно» и передавались в ведение специально созданного Управления Южсовхоза. В 1921 году в Кучук-Ламбате был создан дом отдыха Реввоенсовета для бойцов Красной Армии. Дом Мюрата был разрушен в 1927 году, хотя, в путеводителе И. В. Пузанова 1929 года упоминается бывшее имение Удельного ведомства Кучук-Ламбат с неким старинным домом. Судьба зданий имения малоизучена и очень запутана, в связи с переплетением истории имений Бороздина, Гагариных и Раевских. Считается, что оба дома Бороздина до наших дней не дошли, но сохранилось здание, в начале XX века известное, как «Пушкинский домик», иногда называемое «домом Бороздина».
Сельхозугодья отошли созданным на их основе совхозам (известны довоенные «Селави» и «Хырлар»), которые в 1950 году объединили в совхоз-завод «Таврида» в составе винкомбината «Массандра».
В настоящее время целый ряд более поздних построек на территории бывшего имения признаны ОКН: Бывший дворец князей Гагариных  Объект культурного наследия народов РФ федерального значения. Рег. № 911510360370006 (ЕГРОКН), склеп-усыпальница  Объект культурного наследия народов РФ регионального значения. Рег. № 911710955650005 (ЕГРОКН), часовня  Объект культурного наследия народов РФ регионального значения. Рег. № 911710955580005 (ЕГРОКН), пять фонтанов парка и Могила старшего лейтенанта Н. П. Шихова с памятной доской воинам- жителям Утёса   Объект культурного наследия народов РФ регионального значения. Рег. № 911710829260005 (ЕГРОКН).